# 相生芳藏
相生 芳藏（あいおい よしぞう、1862年 - 1888年3月16日）は、伯耆国八橋郡（現：鳥取県東伯郡）出身の元大相撲力士。本名は永田 芳造（ながた よしぞう）。

## 経歴
1862年に伯耆国八橋郡（現：鳥取県東伯郡）で生まれる。当初は京都相撲に加入しており、華の峰部屋に所属していたと伝わる。1886年5月場所において二段目（現：幕下）で初土俵を踏むと5勝2敗1分の好成績を残した。それ以降の昇進が早く、1887年1月場所では西十両4枚目に位置付けされた。1888年1月場所で新入幕を果たすと西前頭8枚目まで番付を上げ、同場所8日目（2月5日）の対嵐山捨吉戦では、取組中に嵐山の廻しが外れる珍事が発生した（明治時代以降では史上初の出来事）。
突き・押しを得意としており、若さもあって将来を嘱望されたが、同場所終了後に原因不明の熱病に襲われ、千秋楽から僅か1ヶ月後の同年3月16日に東京・赤十字病院で死去、27歳没。

## 主な成績
- 通算成績：17勝9敗6分2預1休 勝率.654
- 幕内成績：2勝3敗4分1休 勝率.400
- 現役在位：4場所
- 幕内在位：1場所

### 場所別成績
| 1886年 （明治19年） | x                         | 東十両10枚目 5–2 (1引分) |
| 1887年 （明治20年） | 西十両4枚目 5–1 (1引分)   | 西十両2枚目 5–3 (2預)    |
| 1888年 （明治21年） | 西前頭8枚目 2–3–1 (4引分) | 引退 –                   |
| 各欄の数字は、「勝ち-負け-休場」を示す。 優勝 引退 休場 十両 幕下 三賞：敢=敢闘賞、殊=殊勲賞、技=技能賞 その他：★=金星 番付階級：幕内 - 十両 - 幕下 - 三段目 - 序二段 - 序ノ口 幕内序列：横綱 - 大関 - 関脇 - 小結 - 前頭（「#数字」は各位内の序列） |                           |                          |

## 改名歴
- 相生 芳藏（あいおい よしぞう）1886年5月場所 - 1888年1月場所